# Gustav Kramer (Philologe)

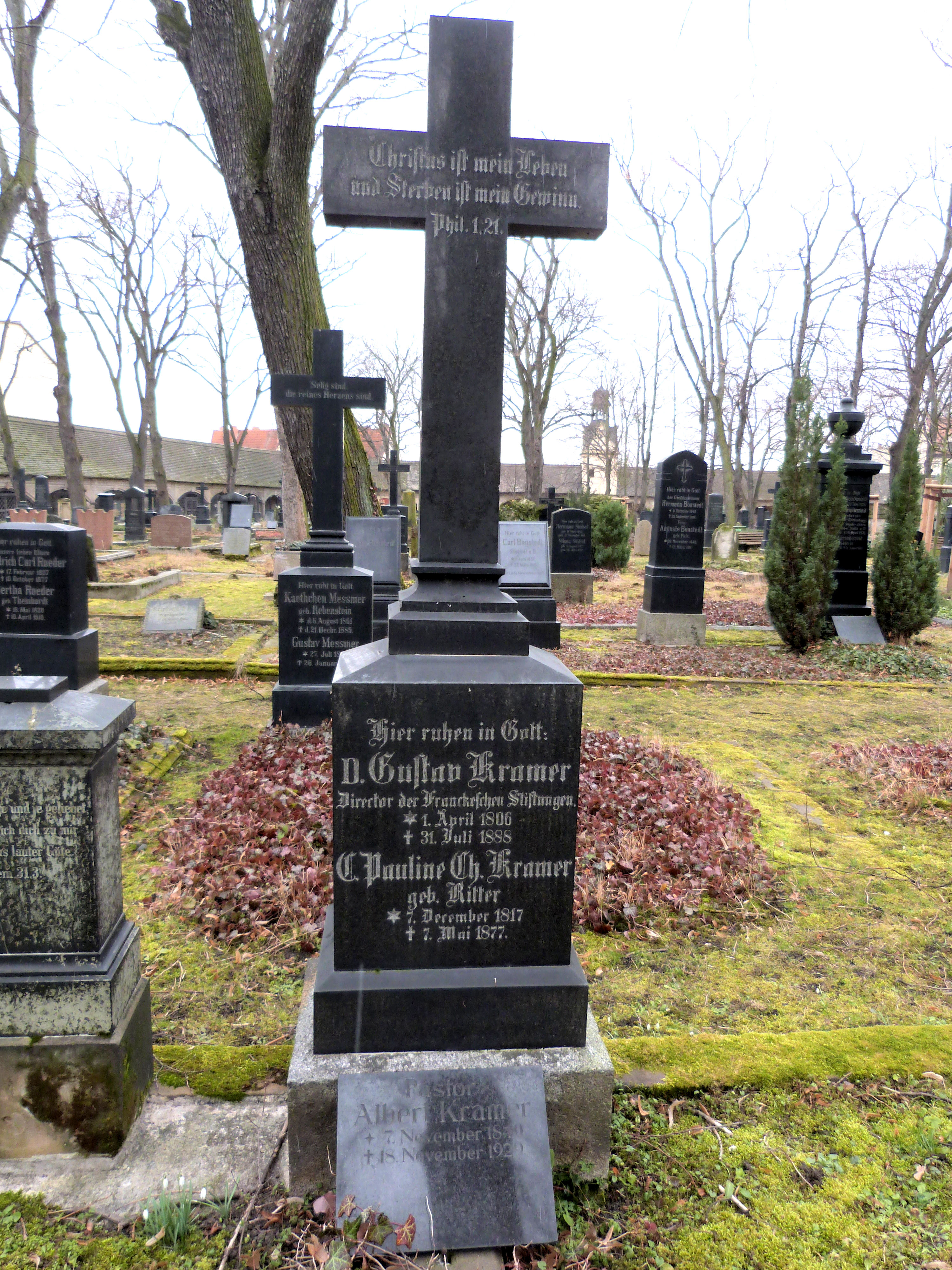
Grab von Gustav Kramer auf dem halleschen Stadtgottesacker

Gustav Kramer (* 1. April 1806 in Halberstadt; † 31. Juli 1888 in Halle an der Saale) war ein deutscher Philologe, Pädagoge und Theologe.

## Biographie
Sein Vater war der Arzt Karl Sigismund Kramer (1759–1808) aus Halberstadt, seine Mutter war Julie Adam (1769–1846) aus Harsleben, deren Vorfahren aus Frankreich eingewandert waren. 
Nach dem Abitur 1823 am Domgymnasium seiner Vaterstadt, studierte er Theologie und Philologie in Berlin, wo er im Hause seines Schwagers, des Geographen Carl Ritter (1779–1859) lebte. Hier übernahm er auch die Erziehung von Ritters Pflegesohn Alexander von Bethmann (1814–1883) aus Frankfurt am Main. Nach einem Jahr an der Universität Bonn kehrte er nach Berlin zurück und wurde dort im Frühjahr 1828 promoviert.
Von 1831 bis 1832 begleitete er von Bethmann an die Genfer Akademie, wo er seine Französischkenntnisse vertiefte. Anfang 1833 trennte er sich von seinem Schüler und bereitete sich in Berlin auf einen längeren Italienaufenthalt vor, den er im Herbst desselben Jahres antrat.
Während der nächsten drei Jahre hielt er sich hauptsächlich in Rom auf, wo er an der Barberinischen und der Vatikanischen Bibliothek die Schriften des griechischen Geographen Strabo studierte, um eine kritische Ausgabe der Geographika vorzubereiten, die ab 1844 in drei Bänden erschien. Reisen durch Mittelitalien, nach Griechenland und nach Sizilien ergänzten seinen Aufenthalt.
Seit 1836 war er wieder in Berlin als Lehrer am Gymnasium zum Grauen Kloster, seit 1837 am Köllnischen Gymnasium und seit 1839 am Französischen Gymnasium tätig, zu dessen Direktor er 1842 ernannt wurde.
1853 wurde er zum Direktor der Franckeschen Stiftungen nach Halle an der Saale berufen und im selben Jahr zum außerordentlichen Professor der Theologie und zum Direktor des Pädagogiums an der Universität Halle ernannt.
Während seiner Amtszeit konnte er die finanzielle Lage der Stiftungen verbessern und die Schülerzahl wurde wesentlich erhöht. 1878 trat er in den Ruhestand, 1881 legte er seine Professur nieder. Sein Grab befindet sich auf dem Halleschen Stadtgottesacker (Innenfeld III).
Kramer war seit 1839 mit Pauline Ritter (1817–1877), einer Nichte Carl Ritters verheiratet, sein Sohn Paul Kramer (1842–1898) war ebenfalls Gymnasiallehrer und ein anerkannter Biologe.

## Ehrungen
1867 wurde ihm die Ehrendoktorwürde der Theologischen Fakultät der Universität Halle verliehen.

## Werke
Neben seiner Herausgabe des Strabo und einigen Aufsätzen zur Archäologie veröffentlichte Kramer hauptsächlich pädagogische und biographische Werke, darunter vor allem über Leben und Werk Carl Ritters und August Hermann Franckes.